# Heroes (tv-serie)
|  | For andre betydninger, se Heroes |
Heroes er en amerikansk science fiction tv-serie, som følger en række helt almindelige mennesker, der gradvist opdager, at de er i besiddelse af overnaturlige evner. Evner som at kunne flyve, være usårlig, læse tanker og få tiden til at stå stille. 
Karaktererne er ret forskellige; en cheerleader, en politiker, en sygehjælper, og en internetstripper er bare nogle at de personer vi møder. Lidt efter lidt går det op for alle, at deres evner har en mening, og at de har en stor rolle at spille, i at redde verden fra den ultimative katastrofe sammen.
I første afsnit bliver vi præsenteret for Peter Petrelli, en ung mand hvis drøm er at kunne flyve og hans bror Nathan, en hensynsløs politiker, som mener at Peter lever i en drømmeverden. Kunstneren Isaac Mendez tror at han maler fremtiden og heppekorslederen Claire Bennet kan lige pludselig komme sig over hvilket som helst skade øjeblikkeligt. Japaneren Hiro Nakamura prøver at overbevise sin ven at han kan bøje tid og rum, og en enlig mor, Niki Sanders ser pludselig underlige ting i spejle.

## Medvirkende
- Claire Bennet: Hayden Panettiere
- Elle Bennet: Kristen Bell
- Peter Petrelli: Milo Ventimiglia
- Nathan Petrelli: Adrian Pasdar
- Hiro Nakamura: Masi Oka
- Issac Mendez: Santiago Cabrera
- Matt Parkman: Greg Grunberg
- Niki Sanders: Ali Larter
- DL Hawkins: Leonard Roberts
- Ando Masahashi: James Kyson Lee
- Noah Bennet: Jack Coleman
- Micah Sanders: Noah Gray-Cabey
- Sylar – Gabriel Gray: Zachary Quinto
- Simone Deveaux: Tawny Cypress
- Mohinder Suresh: Sendhil Ramamurthy
- Jade McCartney: Selma Slimane
- Maya Herrera: Dania Ramirez
- Eden McCain: Nora Zehetner